# Emi Yamamoto
Emi Yamamoto (jap. 山本 絵美, Yamamoto Emi; * 9. März 1982 in Miura) ist eine japanische Fußballspielerin.

## Karriere

### Verein
Sie begann ihre Karriere bei Tasaki Perule FC, wo sie von 2000 bis 2008 spielte. Sie trug 2003 zum Gewinn der Nihon Joshi Soccer League bei. 2008 beendete sie Spielerkarriere. 2014 begann Yamamoto, mit Nippatsu Yokohama FC Seagulls zu trainieren und unterzeichnete.

### Nationalmannschaft
Im Jahr 2003 debütierte Yamamoto für die japanischen Nationalmannschaft. Sie wurde in den Kader der Weltmeisterschaft der Frauen 2003 und Olympischen Sommerspiele 2004 berufen. Insgesamt bestritt sie 22 Länderspiele für Japan.

## Errungene Titel

### Mit Vereinen
- Nihon Joshi Soccer League: 2003